# Kayla Williams
Pour les articles homonymes, voir Williams.
Kayla Rose Williams, née le 8 mai 1993 à Nitro, est une gymnaste artistique américaine. 

## Palmarès

### Championnats du monde
- Londres 2009
  -  médaille d'or au saut de cheval